# Colheita do Trigo
A Colheita do trigo é uma  pintura a óleo do pintor brasileiro do Eliseu Visconti (1866-1944), faz parte atualmente de uma coleção particular.

## Descrição

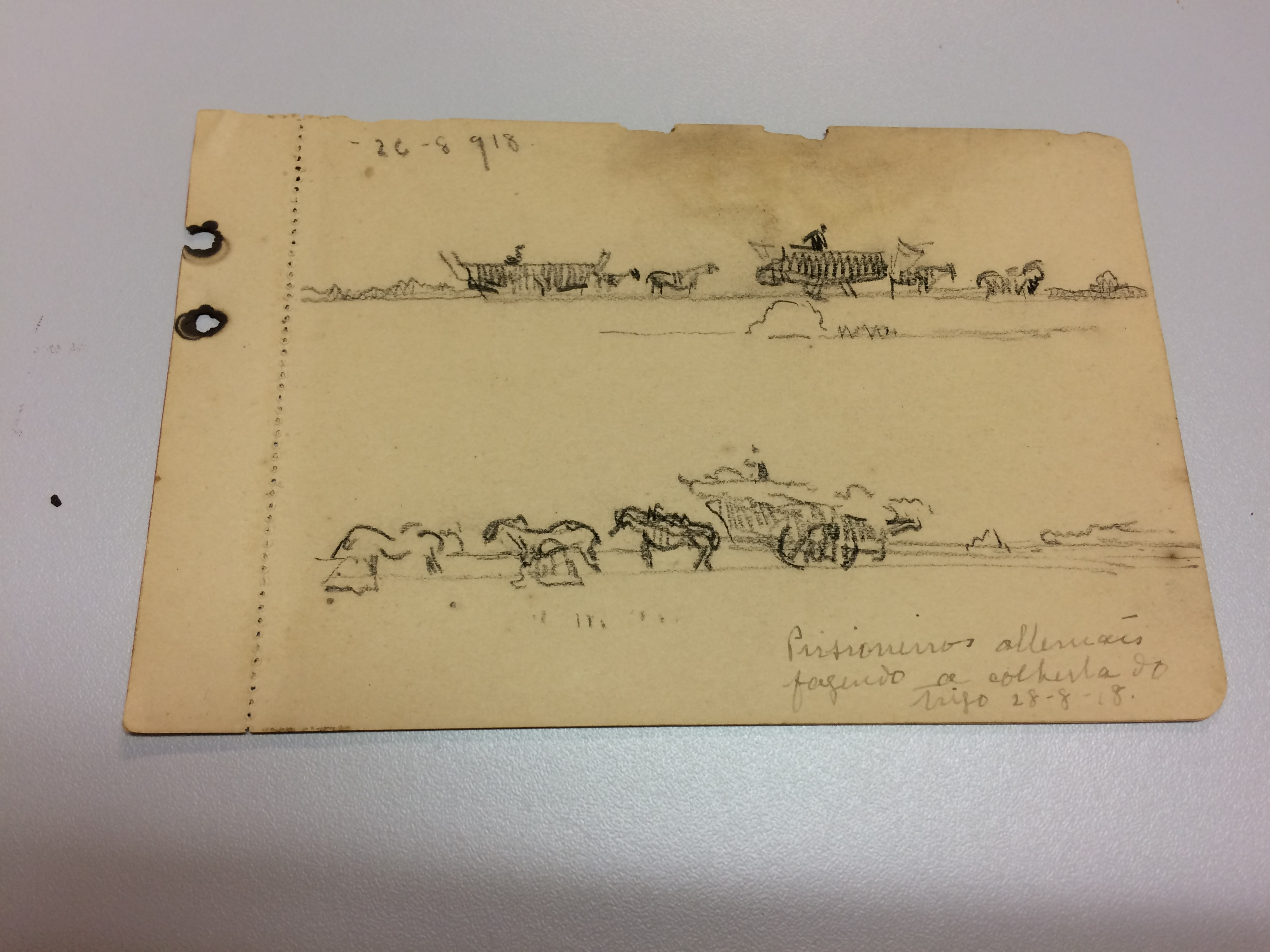
Caderno de anotações de Eliseu Visconti.

A pintura executada ao ar livre, tem 23,7 cm de altura por 31,7 cm de largura. Representa um campo de trigo próximo a Saint Hubert. Ao fundo são vistas carroças puxadas por bois, que segundo anotações do pintor, eram conduzidas por prisioneiros em trabalho agrícola, ao final da primeira guerra mundial. 